# Фабрика-кухня № 1
Фабрика-кухня № 1 — памятник архитектуры; была открыта в Иваново-Вознесенске товариществом «Народное питание» 29 марта 1925 года, проработала около 20 лет и стала прообразом нового типа зданий фабрик-кухонь.
В 1935 году на второй этаж здания, в котором работала фабрика-кухня, въехала также Центральная городская библиотека имени Максима Горького, работавшая здесь до 1987 года, а с 1937 года на первом этаже здания стала работать и детская библиотека (с 1990-х годов занимает всё здание). В 1930-е — 1960-е годы здесь же работали Ивановское управление по печати и Ивановское книжное издательство, а также некоторое время в начале 1990-х годов — редакция «Ивановской газеты».

## История
Ставший в 1923 году председателем товарищества «Народное питание» Артемий Багратович Халатов выступал за развитие концепции быстрого питания в СССР, в рамках которой на предприятиях стали появляться столовые, а в жилых домах нового типа (таких, как «Дом-подкова» и «Дом-корабль» в Иванове) кухни в квартирах не были запланированы вовсе, — предполагалось, что питание будет проходить именно в общественных местах. В развитие этой концепции было принято решение и об организации в Иваново-Вознесенске первой в стране фабрики-кухни, которая открылась 29 марта 1925 года в доме 9 по Крутицкой улице.
Ранее в этом здании располагалось общежитие Ситцепечатной фабрики Н. П. и Я. Н. Фокиных, которое те организовали на месте купленного ими в 1908 году двухэтажного корпуса каретной мастерской В. П. Киселёва. Незадолго до начала Первой мировой войны общежитие арендовал 184-й пехотный Варшавский полк под казармы, позднее и под госпиталь. После учреждения Иваново-Вознесенского политехнического института здесь был размещён проработавший в здании на Крутицкой улице до 1923 года Инженерно-строительный факультет, который возглавлял в эти годы В. М. Келдыш.
Редакция приветствует красных ткачей Иваново-Вознесенска в день открытия самой большой в Союзе механизированной общественной фабрики-кухни, являющейся лучшим показателем нового быта трудящихся и крупнейшего дела по пути раскрепощения женщин. В эпоху нашего мирного строительства каждое подобное начинание — завоевание в деле улучшения быта рабочих по пути к коммунизму.«Известия ЦИК СССР и ВЦИК»

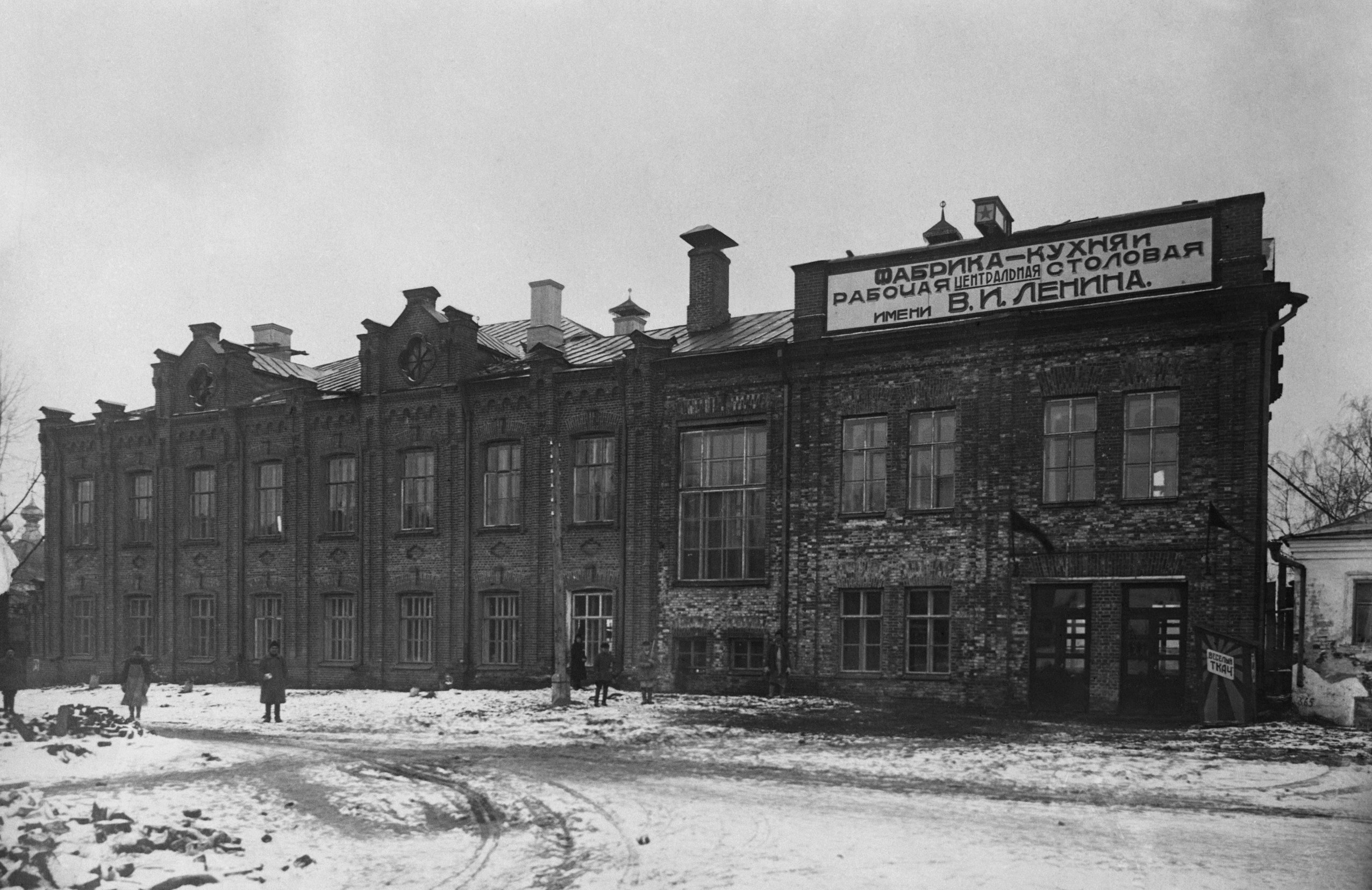
Фабрика-кухня в 1925 году

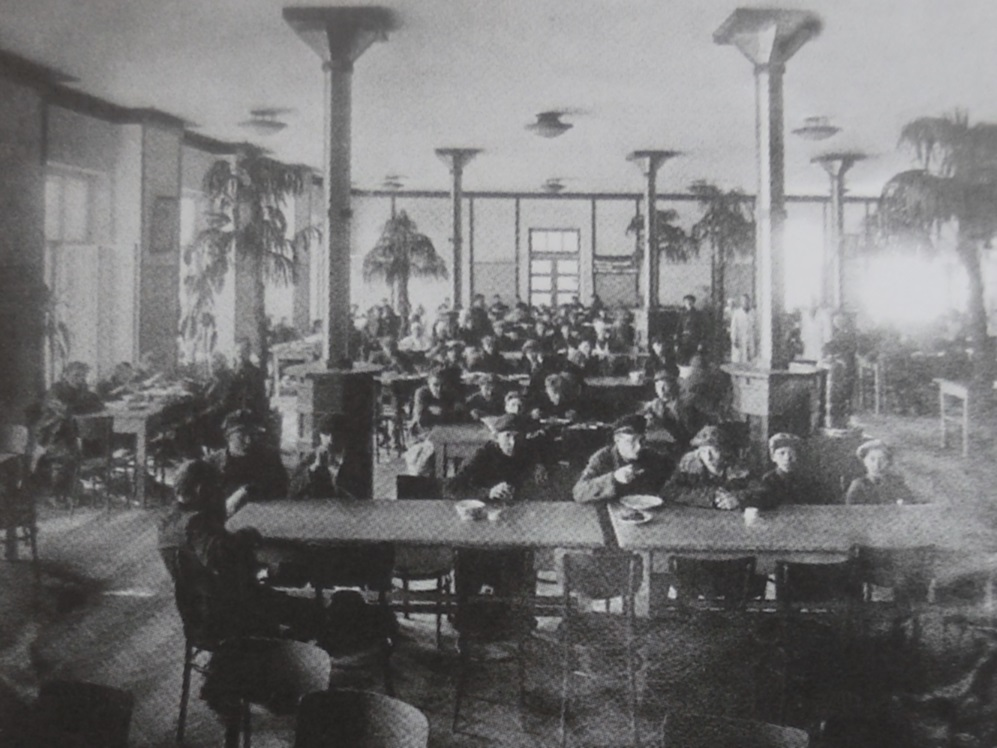
Интерьер зала

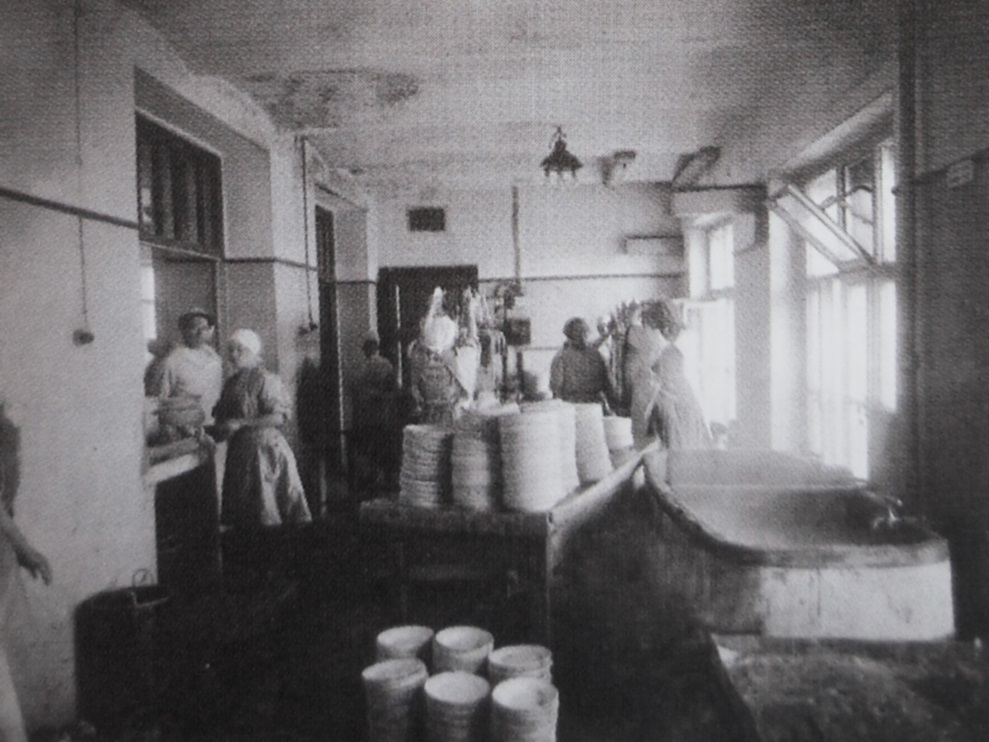
Интерьер кухни

Проектными и строительными работами по реконструкции здания под фабрику-кухню занялось акционерное общество «Стандарт» из Москвы. Архитектурно-строительное и конструкторско-технологическое решения нового предприятия общественного питания были выполнены архитекторами Борисом Андреевичем Коршуновым и Михаилом Михайловичем Чураковым; перепланировка бывшего общежития выполнена под началом инженера-архитектора Екатерины Николаевны Максимовой (она также впоследствии спроектировала в 1932 году фабрику-кухню в Самаре). В ходе этих работ к зданию была сделана пристройка, а также дополнительно построено отдельное одноэтажное здание складского назначения. Позднее — в 1930 году — для организации ещё двух обеденных залов здание было ещё раз расширено.
Для оснащения предприятия питания было закуплено в Германии специальное оборудование для обработки и приготовления пищи, также были устроены холодильники, подъёмники и другое оборудование, включая электрические мойки, сушилки, хлеборезки и картофелечистки.
Сама кухня была расположена на первом этаже здания и в подвальных помещениях; второй этаж занимал обеденный зал на 285 человек, а также игровая комната и библиотека с читальным залом. Помимо собственного обеденного зала, фабрика-кухня обслуживала ещё восемь фабричных и заводских столовых. Если в день открытия кухня могла обеспечить единовременно обедами до 600 человек, то после установки девятнадцати котлов германского производства объём вырос до 4,5—5 тысяч обедов в день, а через три года фабрика-кухня обеспечивала питанием до четверти всех рабочих Иваново-Вознесенска.
Эксперимент по организации фабрики-кухни оказался удачным, было отмечено повышение производительности труда на предприятиях города и снижение себестоимости питания за счёт более экономного расходования продуктов, топлива и энергии. Народный комиссар здравоохранения Н. А. Семашко отзывался об иваново-вознесенской фабрике-кухне как о «бомбе, брошенной в старый быт». Уже в 1927 году вторая фабрика-кухня открылась в Нижнем Новгороде, в 1928-м — третья на Днепрострое, а в сентябре 1930 года на площади Ленина была заложена вторая фабрика-кухня в Иваново-Вознесенске. В конце 1920-х — начале 1930-х годов фабрики-кухни начали появляться в самых разных городах страны, включая Москву, Тверь, Ташкент, Киев, Ленинград и другие.
Фабрика-кухня на Крутицкой улице проработала около 20 лет. Уже в 1935 году в здании, помимо неё, разместилась на втором этаже Центральная городская библиотека имени Максима Горького, с 1937 года на первом этаже начала работу городская детская библиотека, в 1930-е — 1960-е годы тут же были Ивановское управление по печати и Ивановское книжное издательство, а в начале 1990-х годов некоторое время работала редакция «Ивановской газеты». На сегодняшний день здание является памятником архитектуры и выявленным объектом культурного наследия регионального значения.